# عبدشمس بن عبدمناف
عَبدِ شَمسِ بن عَبدِ مَناف از بزرگان قبیلهٔ قریش و شهر مکه بود. نوادگان وی به بنو عبدشمس معروفند و دودمان اموی (نوادگان امیه پسرخوانده عبدشمس) و عثمان خلیفهٔ سوم مسلمانان اهل سنت (نوهٔ ابی‌العاص بن عبدشمس) از جملهٔ آنانند. عبدشمس بزرگترین پسر عبدمناف بود اما جانشینی عبدمناف در پرده‌داری کعبه ابتدا به پسر کوچکش مُطَلِب و سپس به هاشم رسید.

## تولد
بر اساس روایت عبدشمس (پدر یا پدرخواندهٔ امیه) و هاشم همزاد (دوقلو) بودند و به هنگام تولد، انگشت یکی به پیشانی دیگری چسبیده بود؛ چون آن دو را جدا کردند، خون زیادی جاری شد؛ که مردم آن زمان آن را بدشگون دانسته و پیش بینی کردند که تا ابد بین خاندان این دو دشمنی وجود خواهد داشت.

## فرزندان
عبدشمس بازرگان بود و هنگام تجارت از شام برده ای به نام امیه خرید. امیه غلامی بوده از روم که به دلیل زیبایی و ذکاوت او را به رسم عرب در جاهلیت او را به پسرخواندگی قبول کرده است. به نقل برخی از مورخین امیه آزاد شدهٔ بنی ثقیف بود و به جهت خوشگلی و زیبائی اندامش مورد علاقهٔ عبدالشمس قرار گرفت و قرار شد کام دل او را تأمین کند و پسرخواندهٔ او باشد. (در بیشتر منابع از امیه به عنوان  فرزند حقیقی عبد شمس نام برده شده و به همین دلیل حرب فرزند امیه نیز در جنگ‌های فِجار و یوم عکاظ فرماندهی سپاه قریش را در پیش از اسلام به عهده داشته... . و این مسائل فرزند خواندگی بیشتر به خاطر عداوت بنی امیه و بنی هاشم در تواریخ بعدی ذکر شده‌اند.)